# Manfred Krug

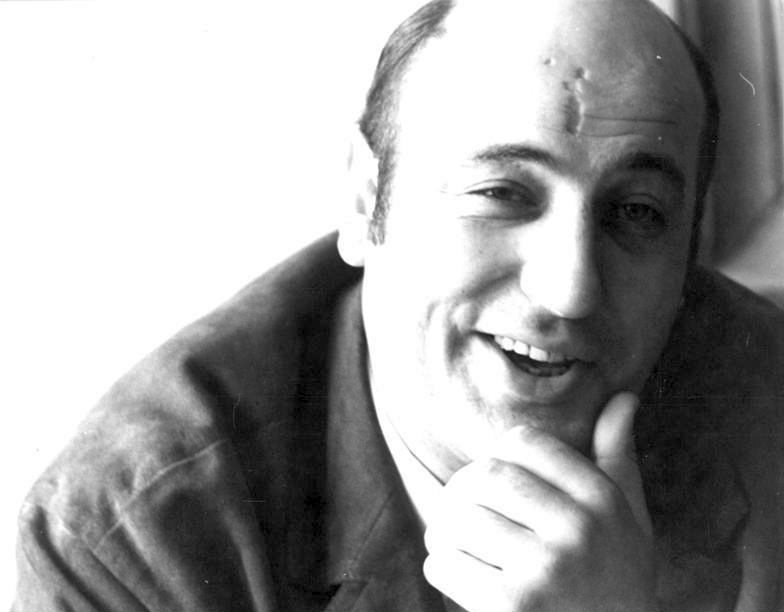
Manfred Krug, 1971

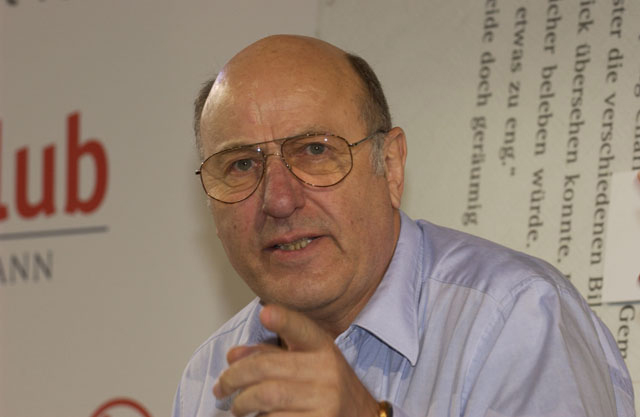
Manfred Krug, 2003

Manfred Krug (8 tháng 2 năm 1937 - 21 tháng 10 năm 2016) là một diễn viên, ca sĩ và tác giả người Đức.

## Cuộc sống và công việc
Sinh ra ở Duisburg, Krug chuyển đến Đông Đức năm 13 tuổi và làm việc tại một nhà máy thép trước khi bắt đầu sự nghiệp diễn xuất trên sân khấu và cuối cùng là đóng phim. Vào cuối những năm 1950, ông đã có một số vai diễn trong phim, và năm 1960, ông xuất hiện trong bộ phim chiến tranh thành công của Frank Beyer Fünf Patronenhülsen. Nhiều vai diễn điện ảnh tiếp theo, với Krug thường được chọn vào vai một người anh hùng xã hội chủ nghĩa. Krug cũng đạt được sự nghiệp đáng chú ý như một ca sĩ nhạc jazz nổi tiếng, thường hợp tác với nhà soạn nhạc Guenther Fischer.   
<
Năm 1976, chính phủ Đông Đức (GDR) đã cấm Krug làm việc như một diễn viên và ca sĩ vì anh ta đã tham gia vào các cuộc biểu tình chống lại việc trục xuất và tước quyền công dân GDR của Wolf Biermann. Vào ngày 20 tháng 4 năm 1977, Krug yêu cầu rời khỏi CHDC Đức và ngay khi nhận được sự chấp thuận, anh ta đã rời khỏi CHDC Đức và chuyển đến Schöneberg ở Tây Berlin. Sau khi quay trở lại Tây Đức, ông sớm nhận được vai trò mới với tư cách là một diễn viên nhưng rất hiếm khi được hát trước công chúng trong một thời gian dài. Năm 1978 Krug xuất hiện với tư cách là một trong những nam chính của loạt phim truyền hình hành động Auf Achse, và sẽ tiếp tục xuất hiện trên phim cho đến năm 1995, một năm trước khi chương trình kết thúc dài. Các vai diễn truyền hình khác nhau của Krug thậm chí còn bao gồm hai năm cho chương trình thiếu nhi Sesamstraße, phiên bản tiếng Đức của chương trình thiếu nhi Mỹ Sesame Street. Trong những năm 1980 và 1990, ông cũng đóng vai chính là nhân vật chính của bộ phim truyền hình tội phạm Tatort, bộ phim truyền hình này cuối cùng sẽ có tổng cộng bốn mươi phần. Ông qua đời vào ngày 21 tháng 10 năm 2016 tại Berlin.